# ラキーム・クリスマス
ラキーム・クリスマス（Rakeem Maleek Christmas 1991年12月1日 - ）は、アメリカ合衆国ニュージャージー州出身のプロバスケットボール選手。ポジションはパワーフォワード。バハマ代表。

## 来歴
シラキュース大学で4年間主力選手として活躍し、4年生時は19試合の出場に止まったものの得点・リバウンド共に自己最高の数字を記録。2015年のNBAドラフトでは、36位でミネソタ・ティンバーウルブズから指名された後に、ドラフト当日のトレードで交渉権がクリーブランド・キャバリアーズに移動。その後のNBAサマーリーグも、キャバリアーズの一員としてプレーしていたが、学生時代からクリスマスに注目していたというインディアナ・ペイサーズのラリー・バード球団社長が、キャバリアーズにクリスマスの獲得を要望し、2019年のドラフト2巡目指名権との交換トレードでペイサーズに移籍。3年430万ドルでペイサーズと契約した。しかし、NBAには定着できず、傘下のフォートウェイン・マッドアンツでのプレーが大半となり、2016-17シーズン終了後に解雇された。

## バハマ代表
バハマ代表として2022年FIBAアメリカップに出場。